# Tipula (Pterelachisus) mono
Tipula (Pterelachisus) mono is een tweevleugelige uit de familie langpootmuggen (Tipulidae). De soort komt voor in het Nearctisch gebied.